# Sankta Maria kyrka, Helsingborg
Sankta Maria kyrka är en kyrkobyggnad i Helsingborg. Den är församlingskyrka i Helsingborgs Maria församling i Lunds stift.

## Kyrkobyggnaden
Mariakyrkan i Helsingborg är stadens äldsta kyrka och uppfördes på 1100-talet i romansk stil. På 1400-talet ersattes den av en treskeppig tegelkyrka i gotisk stil, men helsingborgssandsten från den äldre kyrkan användes i sockeln till koromgången och västpartiet. Mariakyrkan är en så kallad pseudobasilika då den har ett förhöjt mittskepp, som inte höjer sig så högt över sidoskeppen att fönster får plats mellan taken. Trappgaveltornet tillkom på 1500-talet och på 1800-talet ersattes blytaket med ett koppartak. 1843 revs kyrkans vapenhus i söder och sakristian i norr när kyrkan restaurerades efter ritningar av Carl Georg Brunius. Sakristian återuppfördes dock 1953 efter ritningar av Gustaf W Widmark, med den äldre sakristian som förebild. I juli 1898 ingicks kontrakt med arkitekten Alfred Hellerström, Helsingborg, om uppförande av en ny läktare.
På 1300-talet var Mariakyrkan en av Danmarks största stadskyrkor.
Kyrkan är skyddad av kulturmiljölagen.

## Inventarier
- Dopfunten är från 1300-talet och är gjord av grå kalksten från Gotland. Mässingsfatet är från 1600-talet.
- Altarskåpet tillverkades på 1400-talet och består av dubbla dörrar som föreställer scener ur Maria och Jesu liv. Under adventsveckorna ändras motiven så att de istället visar scener ur Jesu liv från intåget i Jerusalem till himmelsfärden. På långfredagen är skåpet stängt och bilderna visar apostlar och helgon.
- Predikstolen kom till vid 1600-talets början och är utförd i renässansstil. Den tillverkades av mästaren Statius Otto från Lüneburg och består av ett antal scener från Bibeln runt själva stolen. Trappans dörr och panel är rikt skulpturerade.
- Glasmålningarna i kyrkan är från 1900-talet och är utförda av Erik Olson (1959), Einar Forseth (1937), Ralph Bergholtz (1953) och Martin Emond.
- Epitafium över rådsman Simon Meisner (död 1741) och kyrkoherde Jöns Rönbeck (död 1742).

### Orglar
- 1628 byggdes en orgel av Johan Lorentz den äldre med 24 stämmor och 4 bälgar. Den reparerades (byggdes om) 1641 av Johan Buxtehude. Stämmorna sitter så tätt samman att de bara har 2 till 3 tum emellan stämmorna.[2] Dietrich Buxtehude spelade på orgeln när han var organist i församlingen. Orgeln såldes 1849 på auktion till Torrlösa församling för 600 riksdaler och har alltsedan dess stått i Torrlösa kyrka. Sankta Maria församling har försökt köpa tillbaka orgeln.

| Öververk        | Positiv        | Pedal         |
| Gedackt 8'      | Gedackt 8'     | Gedackt 16'   |
| Principal 4'    | Principal 4'   | Principal 8'  |
| Gedackt 4'      | Gedackt 4'     | Gedackt 8'    |
| Nasat 3'        | Kvinta 3'      | Principal 4'  |
| Oktava 2'       | Superoktava 2' | Kvinta 1 1/2' |
| Waldflöjt 2'    | Scharf III     | Trumpet 8'    |
| Sesquialtera II | Dulcian 8'     | Cymbal 8'     |
| Scharf II       |                |               |
| Mixtur III      |                |               |
| Trumpet 8'      |                |               |

- 1851 byggde Blomquist & Lindgren, Stockholm en orgel med 31 stämmor. Invigdes söndag 24 augusti 1851. 7 oktober 1866, efter en renovering, invigdes den nyrenoverade orgeln. Arbetet utfördes av orgelbyggarna Jöns Olsson Lundahl, Malmö, tillsammans med kompanjonen Knud Olsen, Köpenhamn. De satte in ytterligare två stämmor, klarinett och fugara. Orgeln fick starkare ljud och en renare ton.[3] I juli 1898 uppgjordes kontrakt med Knud Olsen, Köpenhamn, om reparation av orgeln för 12-14 000 kr.[1]
- 1928 byggde Åkerman & Lund, Stockholm en orgel med 56 stämmor.
- Den nuvarande orgeln byggdes 1959 av Marcussen & Søn, Aabenraa, Danmark. Orgeln har mekanisk traktur och registratur, pedal har elektrisk registratur och fjärrverket är helt elektriskt. Fria kombinationer finns till pedalen. Fasaden för orgeln är helt ny. Fjärrverket till orgeln är från 1928 års orgel. 1974 byggde man till manual IV.

#### Kororgel
- 1968 byggde Anders Persson Orgelbyggeri, Viken en mekanisk orgel.

| Manual          | Pedal   |
| Gedackt 8' B/D  | Bihängd |
| Principal 4'    |         |
| Rörflöjt 4'     |         |
| Oktava 2' B/D   |         |
| Scharf III      |         |
| Dulcian 16' B/D |         |

- Den nuvarande kororgeln, som har 15 stämmor och manual, är byggd 1997-2000 av Robert Gustavsson Orgelbyggeri och ritad, konstruerad och intonerad av Mads Kjersgaard i Bjärby.

#### Tornkapellet
Den nuvarande orgeln är byggd av Marcussen & Søn, Aabenraa, Danmark och är en mekanisk orgel.
| Manual           |
| Gedackt 8' B/D   |
| Rörflöjt 4' B/D  |
| Principal 2' B/D |
| Oktava 1' B/D    |
| Regal 16' B/D    |

#### Diskografi
- Bach, Buxtehude, Couperin / Jönsson, Janniz, orgel. CD. Eget förlag. - Inspelad 2000.
- Konsert för orgel nr 2 / Thyrestam, Gunnar, kompositör ; Janacek, Bedrich, orgel. LP. Big ben 601 843-001. 1984.
- Anton Heiller plays organ works of Bach, Vol 1 / Heiller, Anton, orgel. LP. Philips SGL 5864, 1965.

## Bildgalleri

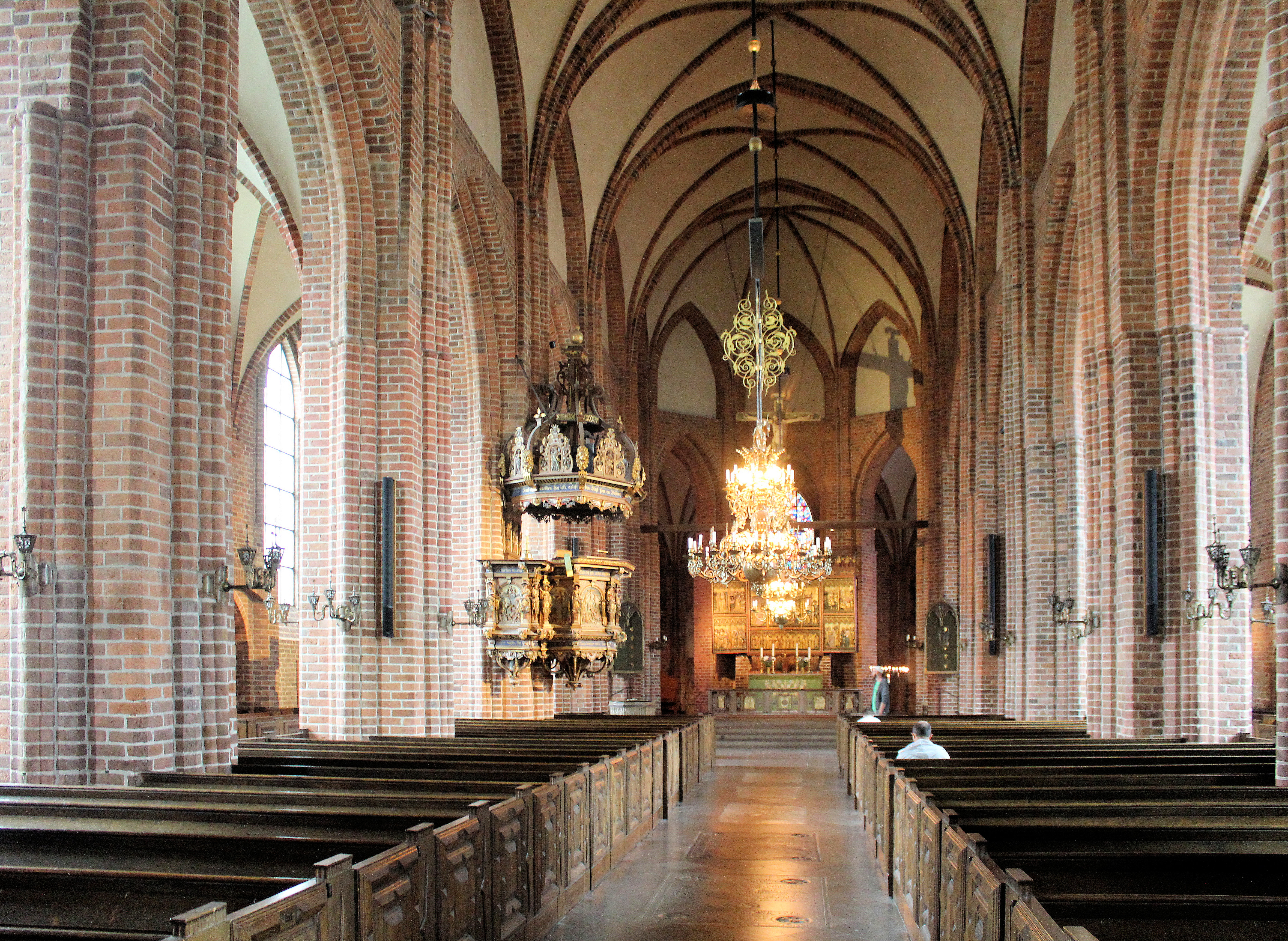
Interiör mot öster
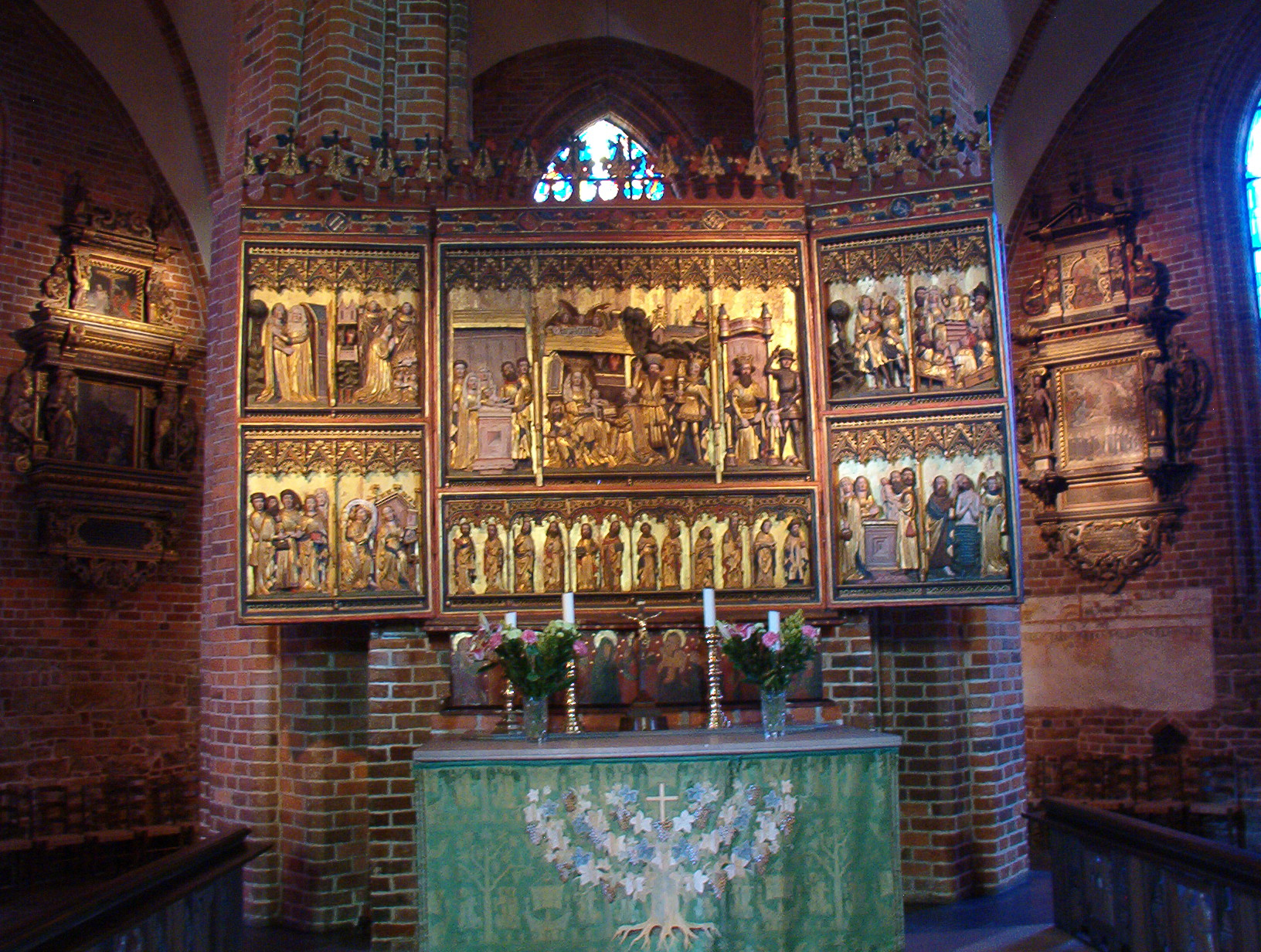
Altaret
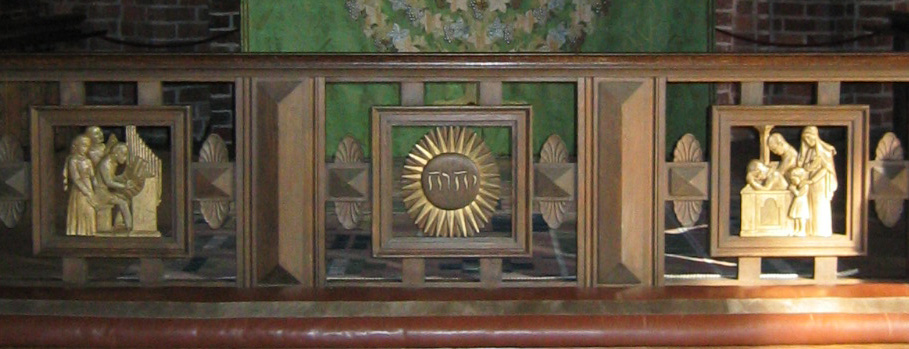
Altarskranket
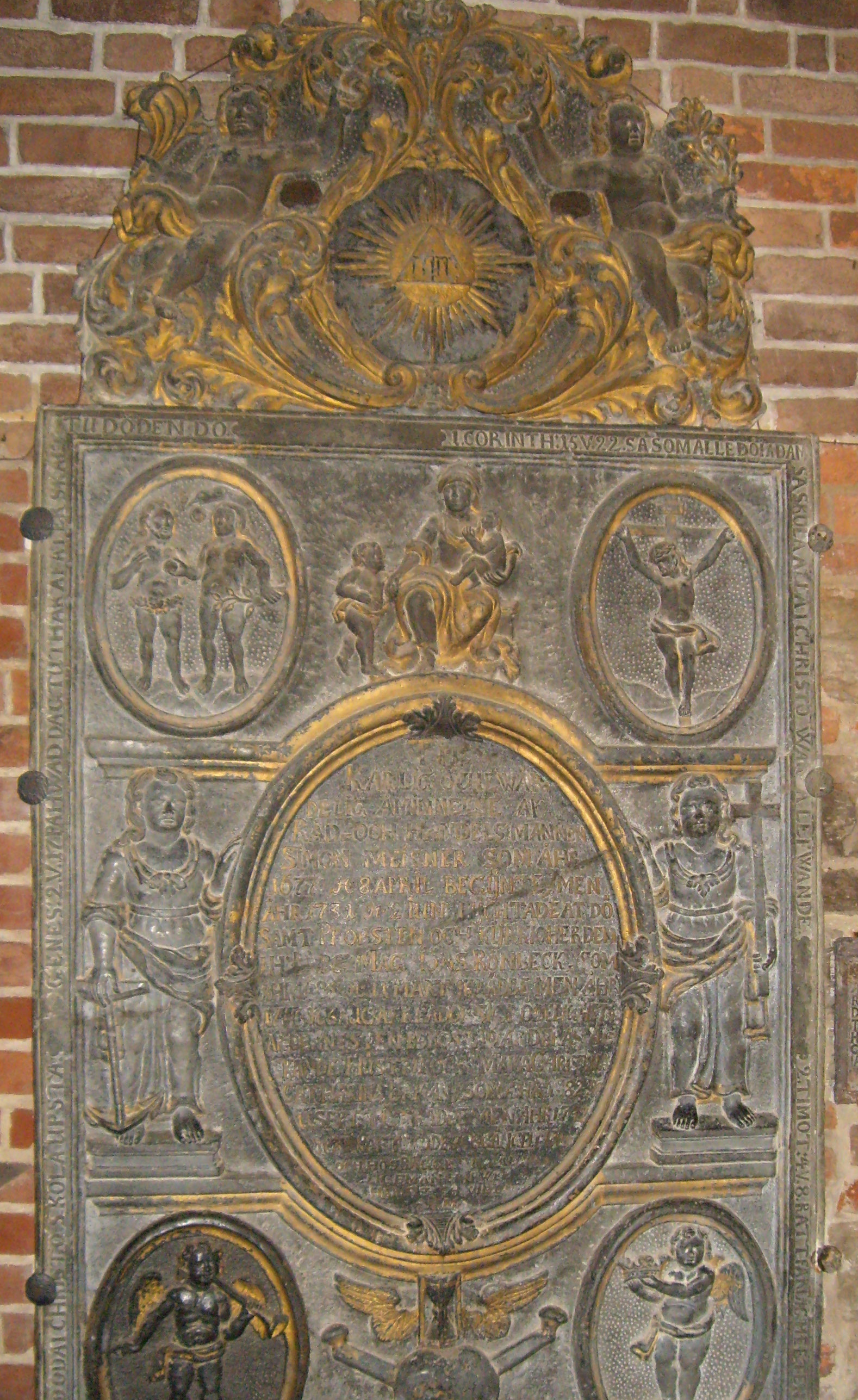
Epitafium från 1742
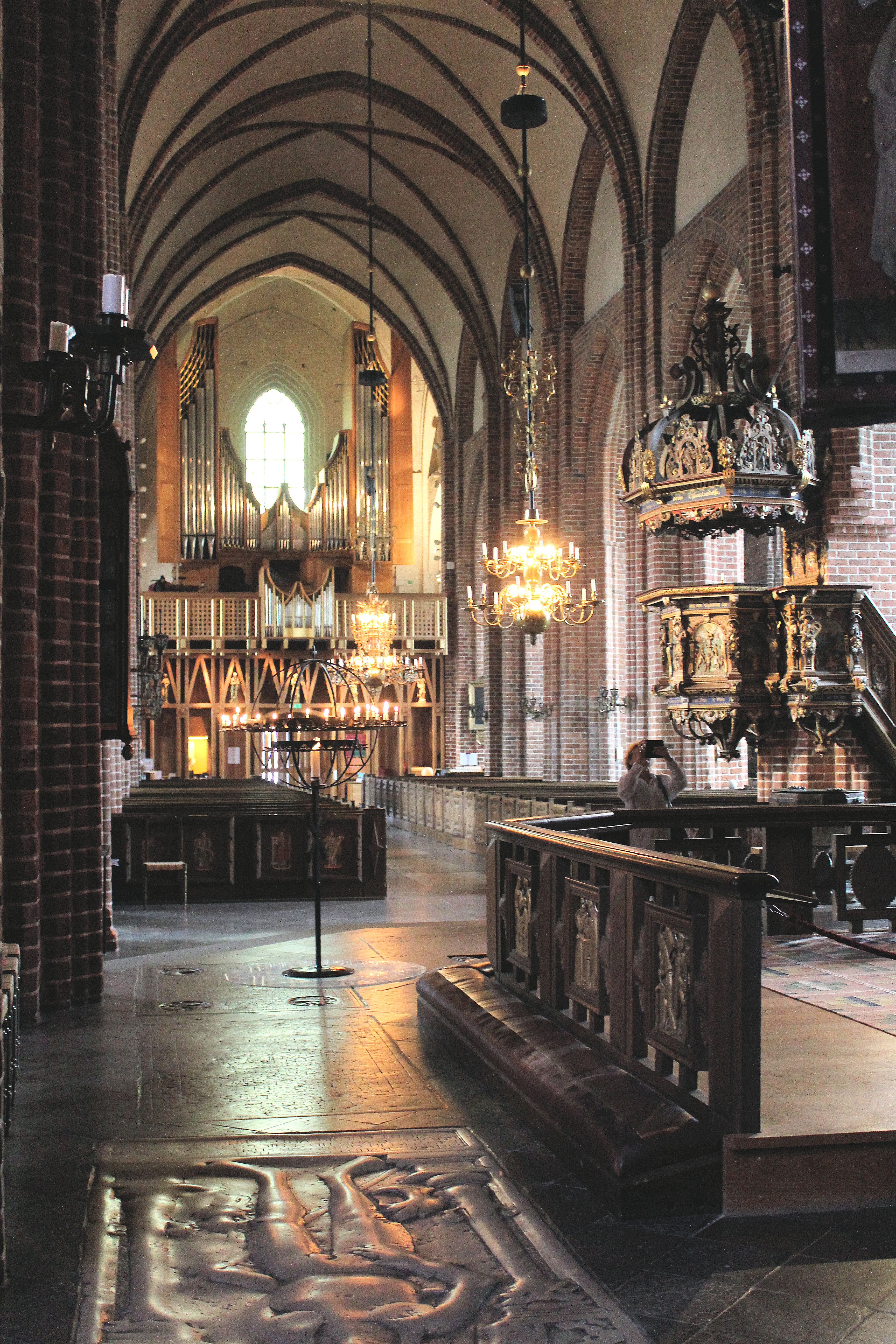
Interiör mot väster
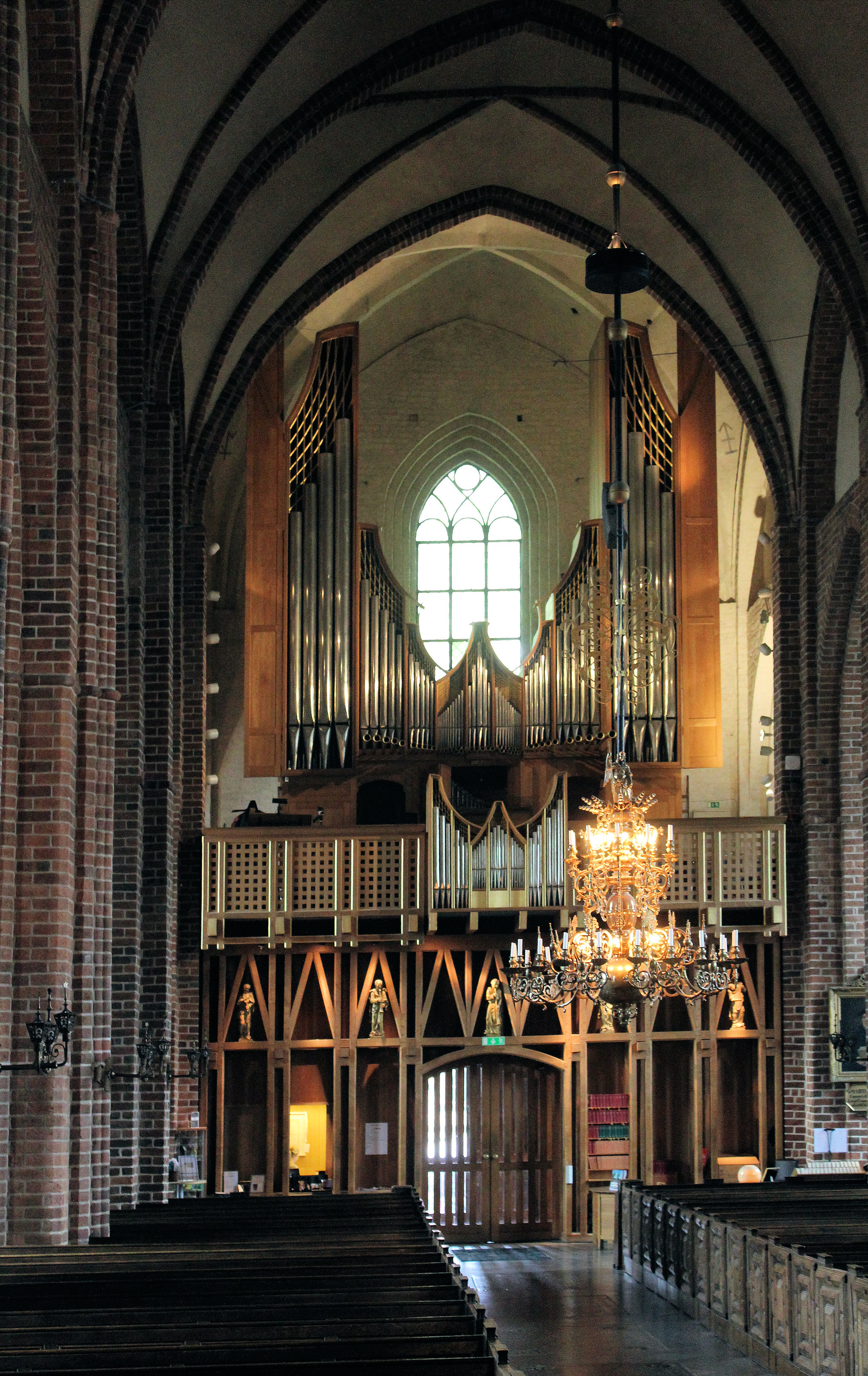
Läktarorgeln
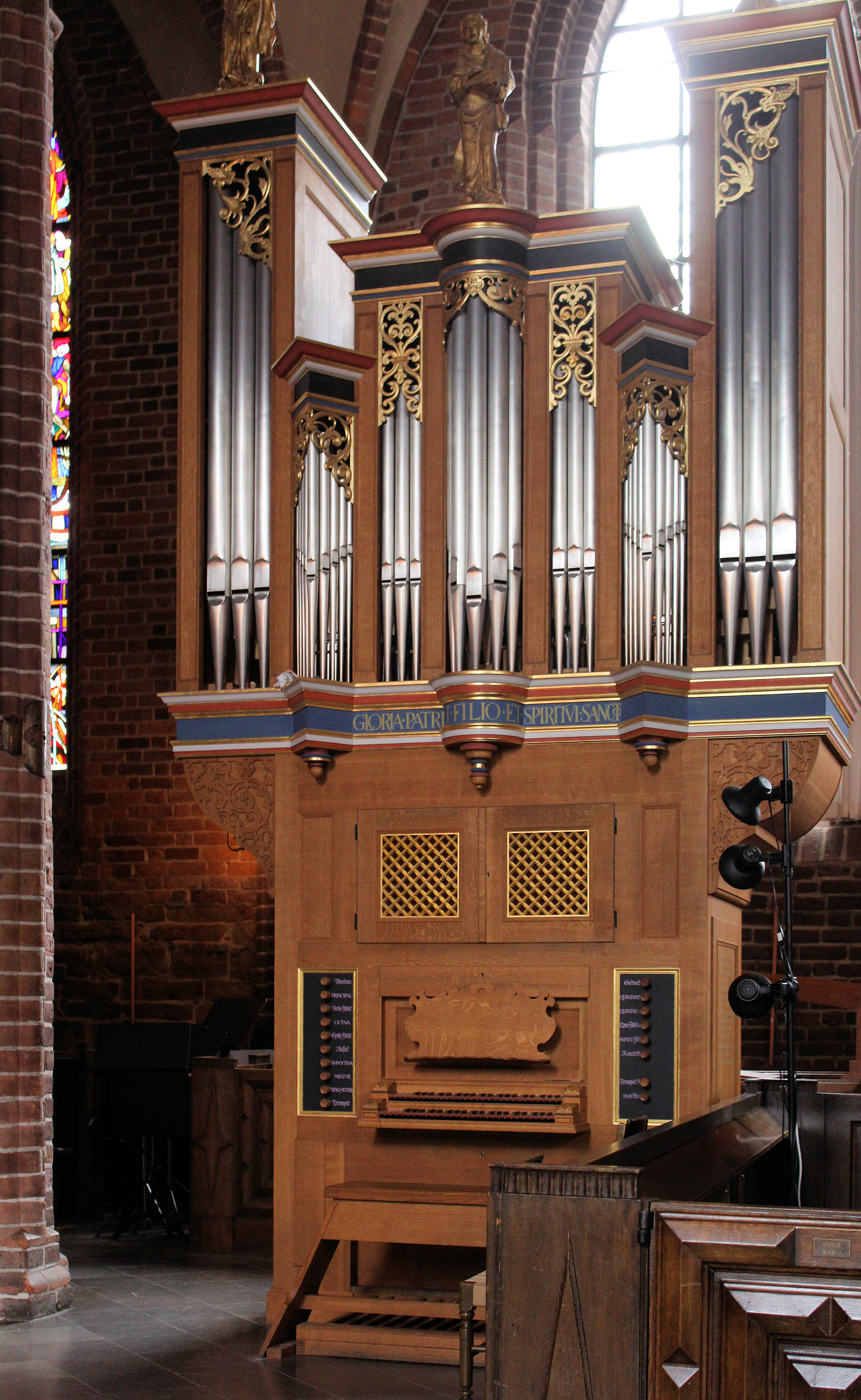
Kororgel

### Fotnoter
1. 1 2  ”Orgeln i Mariakyrkan.”. Öresundsposten, notis 1:a kolumn. 19 juli 1898. https://tidningar.kb.se/2838687/1898-07-19/edition/164346/part/1/page/2/?newspaper=%C3%96RESUNDSPOSTEN&from=1898-07-19&to=1898-07-19. Läst 17 november 2022.
2. ↑  Abr. Hülphers, Historisk Afhandling om Musik och Instrument särdeles om Orgwerks Inrättningen i Allmänhet jemte Kort Beskrifning öfwer Orgwerken i Swerige (1773), s. 223.
3. ↑  ”Orgel”. Malmö Handels- och Sjöfartstidning, notis 1:a kolumn. 12 oktober 1866. https://tidningar.kb.se/2658914/1866-10-12/edition/160508/part/1/page/2/?newspaper=MALM%C3%96%20HANDELS-%20OCH%20SJ%C3%96FARTSTIDNING&from=1866-10-12&to=1890-12-31. Läst 21 mars 2021.